# Блек-Крік (Вісконсин)
Блек-Крік (англ. Black Creek) — селище (англ. village) в США, в окрузі Автаґемі штату Вісконсин. Населення — 1357 осіб (2020).

### Клімат
| Клімат : Блек-Крік                      | Клімат : Блек-Крік | Клімат : Блек-Крік | Клімат : Блек-Крік | Клімат : Блек-Крік | Клімат : Блек-Крік | Клімат : Блек-Крік | Клімат : Блек-Крік | Клімат : Блек-Крік | Клімат : Блек-Крік | Клімат : Блек-Крік | Клімат : Блек-Крік | Клімат : Блек-Крік | Клімат : Блек-Крік |
| Показник                                | Січ.               | Лют.               | Бер.               | Квіт.              | Трав.              | Черв.              | Лип.               | Серп.              | Вер.               | Жовт.              | Лист.              | Груд.              | Рік                |
| Абсолютний максимум, °C                 | 13,3               | 16,1               | 27,8               | 31,7               | 37,2               | 38,3               | 40,0               | 37,8               | 36,1               | 31,1               | 23,3               | 17,8               | 40,0               |
| Середній максимум, °C                   | −4,4               | −2,2               | 3,9                | 12,2               | 18,9               | 23,9               | 26,7               | 25,6               | 21,1               | 13,9               | 5,6                | −1,7               | 12,0               |
| Середня температура, °C                 | −9,4               | −7,2               | −1,7               | 6,7                | 12,8               | 18,3               | 21,1               | 20,0               | 15,0               | 8,9                | 1,1                | −6,1               | 6,7                |
| Середній мінімум, °C                    | −12,8              | −10,6              | −5,6               | 1,1                | 6,7                | 12,2               | 15,0               | 13,9               | 9,4                | 3,3                | −2,8               | −10                | 1,7                |
| Абсолютний мінімум, °C                  | −37,8              | −36,1              | −33,9              | −13,9              | −6,1               | 0,0                | 4,4                | 3,3                | −4,4               | −13,3              | −24,4              | −32,8              | −37,8              |
| Днів з опадами                          | 10                 | 8                  | 11                 | 11                 | 11                 | 10                 | 10                 | 10                 | 10                 | 9                  | 9                  | 11                 | 120,0              |
| Днів зі снігом                          | 9                  | 8                  | 7                  | 2                  | 0                  | 0                  | 0                  | 0                  | 0                  | 0                  | 4                  | 9                  | 39,0               |
| Вологість повітря, %                    | 72.5               | 72                 | 72                 | 66.5               | 65.5               | 68.5               | 70.5               | 74                 | 74                 | 72                 | 74.5               | 75.5               | 71                 |
| --------------------------------------- | ------------------ | ------------------ | ------------------ | ------------------ | ------------------ | ------------------ | ------------------ | ------------------ | ------------------ | ------------------ | ------------------ | ------------------ | ------------------ |
| Джерело: My Forecast Historical Almanac |                    |                    |                    |                    |                    |                    |                    |                    |                    |                    |                    |                    |                    |

## Демографія
Згідно з переписом 2010 року, у місті мешкало 1259 осіб у 469 домогосподарствах у складі 383 родин. Було 487 помешкань
Расовий склад населення:
| - 96,9 % — білих - 0,6 % — корінних американців - 0,6 % — азіатів - 0,2 % — чорних або афроамериканців |

До двох чи більше рас належало 1,7 %. Частка іспаномовних становила 0,4 % від усіх жителів.
За віковим діапазоном населення розподілялося таким чином: 24,0 % — особи молодші 18 років, 63,3 % — особи у віці 18—64 років, 12,7 % — особи у віці 65 років та старші. Медіана віку мешканця становила 42,6 року. На 100 осіб жіночої статі у місті припадало 108,8 чоловіків;  на 100 жінок у віці від 18 років та старших — 109,0 чоловіків також старших 18 років.
Середній дохід на одне домашнє господарство  становив 72 792 долари США (медіана — 70 263), а середній дохід на одну сім'ю — 81 709 доларів (медіана — 72 188). Медіана доходів становила 53 313 долари для чоловіків та 41 250 доларів для жінок. За межею бідності перебувало 8,4 % осіб, у тому числі 9,3 % дітей у віці до 18 років та 8,2 % осіб у віці 65 років та старших.
Цивільне працевлаштоване населення становило 775 осіб. Основні галузі зайнятості: виробництво — 23,7 %, освіта, охорона здоров'я та соціальна допомога — 17,7 %, транспорт — 11,1 %, будівництво — 10,1 %.